# Zootermopsis
Zootermopsis är ett släkte av termiter. Zootermopsis ingår i familjen Termopsidae.
Kladogram enligt Catalogue of Life:
| Zootermopsis | \| \| Zootermopsis angusticollis \| \| \| \| \| \| Zootermopsis laticeps \| \| \| \| \| \| Zootermopsis nevadensis \| \| \| \| |
|              | \| \| Zootermopsis angusticollis \| \| \| \| \| \| Zootermopsis laticeps \| \| \| \| \| \| Zootermopsis nevadensis \| \| \| \| |
|              | Porotermes |
|              | |
|              | Stolotermes |
|              | |
|              | Zootermopsis angusticollis |
|              | |
|              | Zootermopsis laticeps |
|              | |
|              | Zootermopsis nevadensis |
|              | |

|  | Zootermopsis angusticollis |
|  |                            |
|  | Zootermopsis laticeps      |
|  |                            |
|  | Zootermopsis nevadensis    |
|  |                            |